# Valentin Paret-Peintre
Valentin Paret-Peintre (født 14. januar 2001 i Annemasse) er en cykelrytter fra Frankrig, der er på kontrakt hos Soudal Quick-Step.
Han er lillebror til Aurélien Paret-Peintre.